# Gesellschaft der Ärzte in Wien

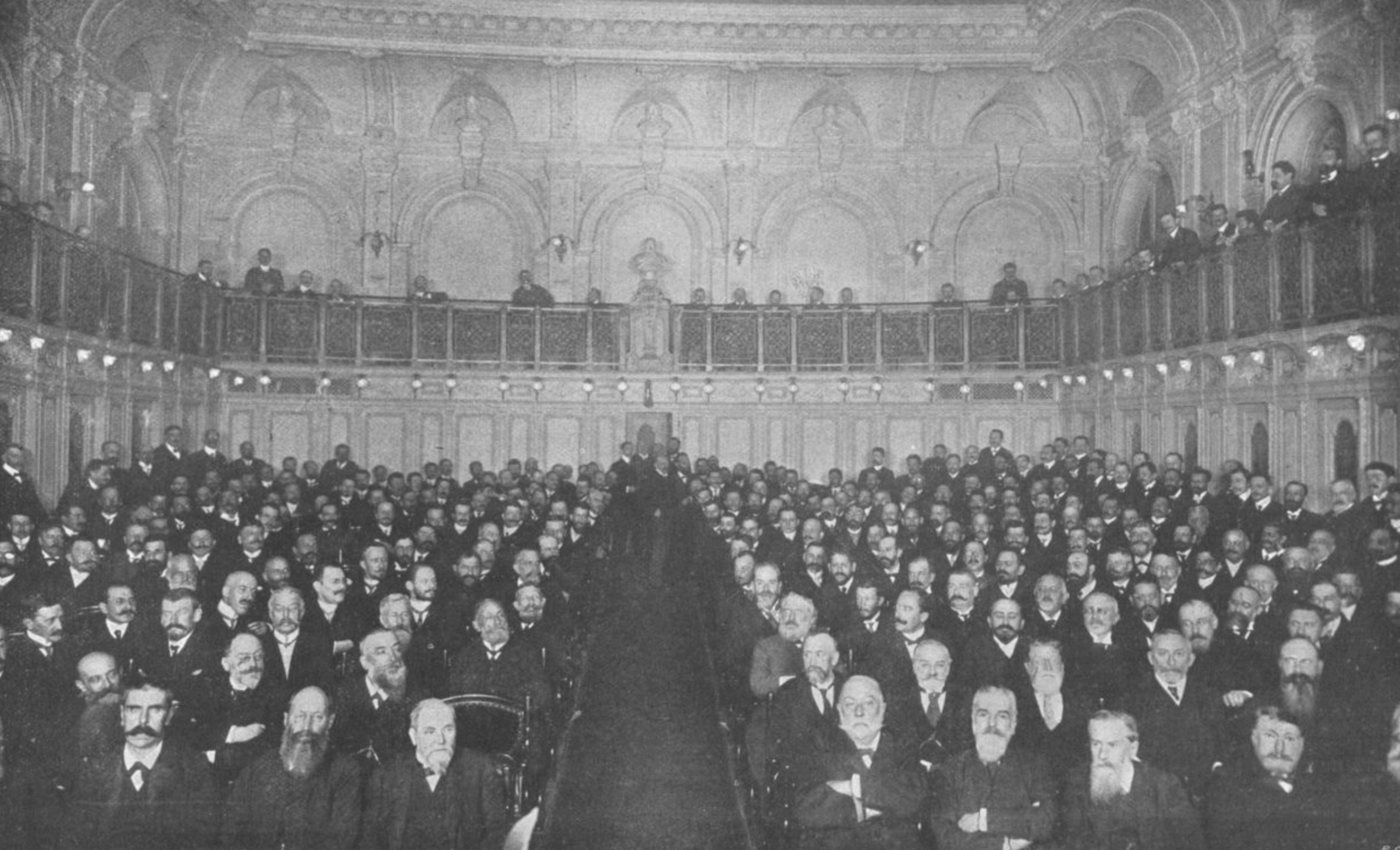
Plenarversammlung der Gesellschaft der Ärzte in Wien, 1906

Die Gesellschaft der Ärzte in Wien ist als Verein eine der traditionsreichsten medizinischen Gesellschaften in Österreich. Seine Hauptaufgabe sieht der Verein in der Weiterbildung der Mediziner. Sitz des Vereins ist das Billrothhaus im 9. Wiener Gemeindebezirk Alsergrund.
Die in den Statuten festgeschriebene Bestimmung besteht in der Fortbildung von Medizinern und der Präsentation neuer medizinischer Forschungsergebnisse. Zu diesem Zweck bietet die Gesellschaft wissenschaftliche Veranstaltungen, betreibt eine Bibliothek und veröffentlicht Videos zur medizinischen Fortbildung.
Bis zu seinem Ableben im Frühjahr 2020 war der Nuklearmediziner Helmut Sinzinger Präsident der Gesellschaft der Ärzte in Wien. Seit 28. Oktober 2020 ist die Dermatologin Beatrix Volc-Platzer Präsidentin der Gesellschaft der Ärzte in Wien und zudem die erste Frau in diesem Amt.

## Geschichte

### Ärztevereinigung und Ärzteforum

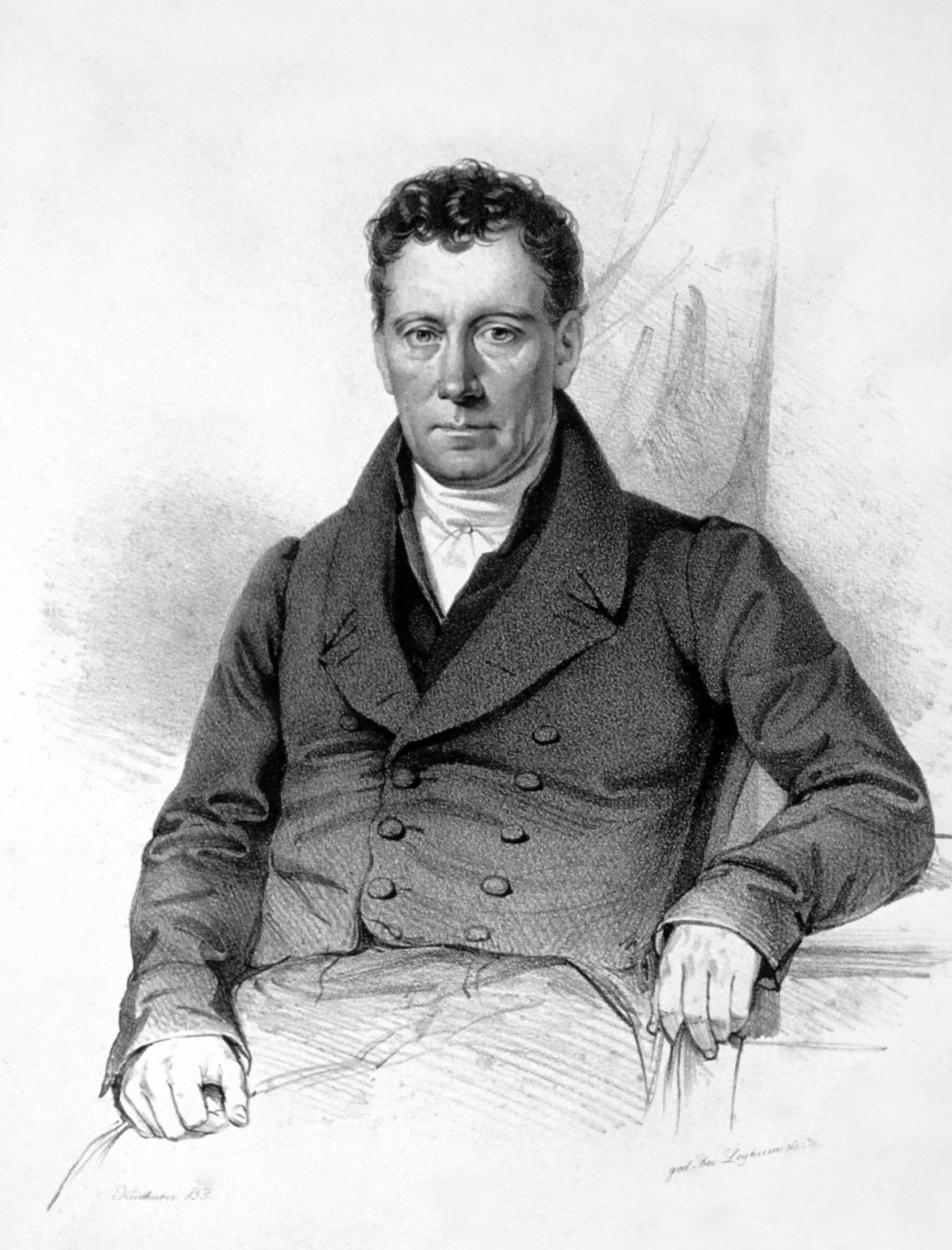
Franz Wirer

Bereits 35 Jahre vor der Vereinsgründung gab es Treffen von jüngeren Ärzten, welche vor allem dem berufsbezogenen Austausch dienten und damit als Grundstein für die Vereinsentstehung anzusehen sind. Die Ärztevereinigung wurde 1802 von Johann Anton Heidmann (1775–1855) ins Leben gerufen. Die Mitglieder abonnierten medizinische Fachzeitschriften und reichten sie an andere Mitglieder weiter. Die Erkenntnisse wurden in wöchentlichen Sitzungen in der Wohnung Heidmanns diskutiert. Zu den Mitgliedern zählten bekannte Persönlichkeiten wie Johann Malfatti, in dessen Wohnung die Sitzungen ab 1804 verlegt wurden, Ludwig Freiherr von Türkheim (1777–1846), Franz Wirer und Johann Friedrich Osiander. Diese Vereinigung gab ein jährlich erscheinendes Gesundheitstaschenbuch für die Wiener Bevölkerung heraus. Anfang der 1830er Jahre bildete sich parallel zur Ärztevereinigung ein Ärzteforum, welchem auch sehr prominente Ärzte angehörten, wie Ignaz Rudolf Bischoff, Professor am Josephinum, Johann Hassinger, welcher später Generalstabsarzt wurde, Heinrich Herzfelder, später Primararzt im israelitischen Krankenhaus, Ludwig Wilhelm Mauthner von Mauthstein, der Gründer des St. Anna Kinderspitals und der erste Professor für Kinderheilkunde, sowie der praktische Arzt Rudolph von Vivenot. Ähnlich wie die Ärztevereinigung, traf sich das Ärzteforum zur Diskussion ihrer abonnierten Zeitschriften, aber auch zu Gesprächen über die ärztliche Tätigkeit.

### Anfänge der Gesellschaft der Ärzte in Wien

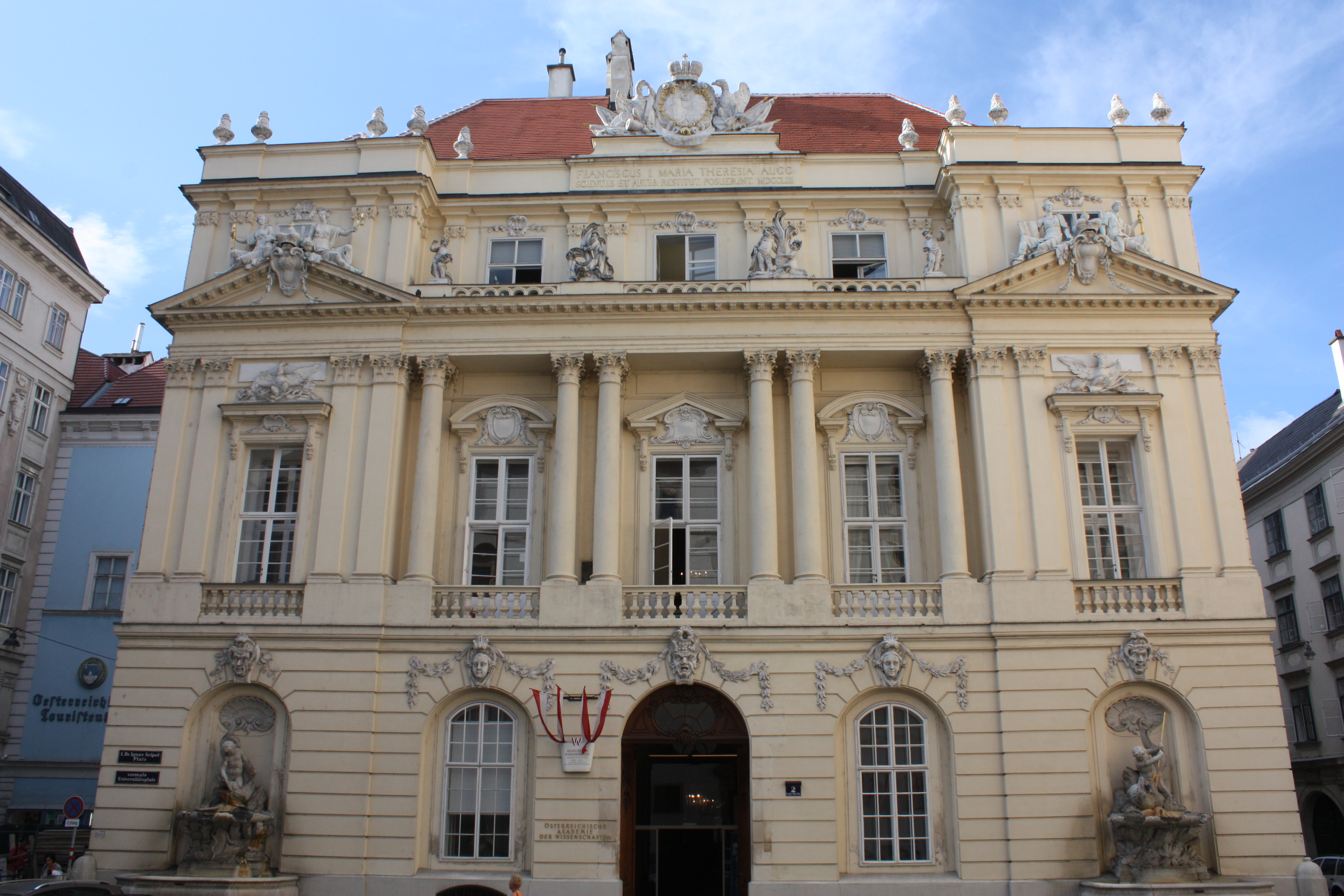
Aula der alten Universität Wien: erster Sitz der Gesellschaft der Ärzte, heute Sitz der Akademie der Wissenschaften

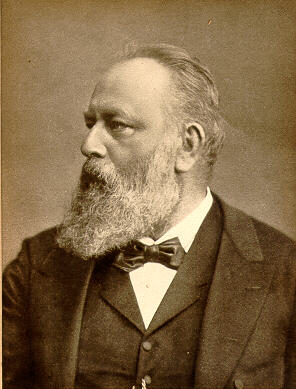
Theodor Billroth

Franz Wirer und Ludwig Türkheim, beides ehemalige Rektoren der Universität, waren die treibenden Kräfte zur Gründung der Gesellschaft. Allerdings konnten sie das erst im Jahre 1836 verwirklichen, als der Hofrat Andreas Joseph von Stifft verstarb, welcher die Gründung einer solchen Organisation untersagt hatte. Ihr erklärtes Ziel war es, über die Ziele der Ärztevereinigung hinaus, die Heilkunde als Kunst und Wissenschaft zu fördern. Außerdem sollte sie als Plattform dienen, um sich über die damals vorherrschende Choleraepidemie zu beraten. Die Ziele des Vereins änderten sich im Laufe der Zeit. Bereits 1839 wurde der Hauptzweck des Vereins in den Statuten geändert, wodurch der Verein sich fortan der „Beförderung der Arzneiwissenschaft“ und deren Hilfswissenschaften verschrieb. Später wurden durch die Gründung der Kaiserlichen Akademie der Wissenschaften 1847 die Schwerpunkte der medizinischen Wissenschaften auf diese beiden Institutionen verteilt: Während die theoretischen Wissenschaften wie Physik, Chemie, Anatomie und Physiologie in der Akademie der Wissenschaften diskutiert und in der „Denkschrift“ publiziert wurden, beschäftigte sich die Gesellschaft der Ärzte in Wien mit pathologischer und experimenteller Anatomie, medizinischer Chemie und vor allem mit klinischer Medizin. Der Einfluss der Gesellschaft der Ärzte und der Akademie der Wissenschaften führte überdies dazu, dass sich die medizinische Fakultät von einer reinen Ausbildungsstätte für Ärzte weg entwickelte und sich vermehrt der Wissenschaft und Forschung zuwandte.
1837 wurde die Gründung des Vereins offiziell genehmigt. Zu den Gründungsmitgliedern zählten neben Franz Wirer, Ludwig Türkheim und Johann Malfatti auch die praktischen Ärzte Gerhard Brants und Joseph von Vering, der Direktor des allgemeinen Krankenhauses Franz Xaver Güntner, der Professor für Pathologie und Pharmazie Leopold Franz Herrmann, der Klimatologe Rudolph von Vivenot, der Präses der Fakultät Johann Nepomuk von Raimann und die Professoren an der Josephinischen Akademie Friedrich Jäger und Ignaz Rudolf Bischoff.
Der erste Präsident wurde Johann Malfatti, der 1841 von Franz Wirer abgelöst wurde und bis zu seinem Tod Vorsitzender blieb. Die Zahl der ordentlichen Mitglieder war anfangs von den Statuten auf 40 beschränkt, wurde aber im Laufe der Zeit stetig erhöht (z. B. 1839 auf 100 Mitglieder, 1859 auf 200 Mitglieder).
Eines der Ziele des Vereins war die Errichtung einer Bibliothek, welche im Laufe der Zeit kontinuierlich ausgebaut wurde und heute eine der größten privaten medizinisch-wissenschaftlichen Büchersammlungen der Welt darstellt. Der erste Bibliothekar der (noch zu errichtenden) Bibliothek war ab 1840 der Bezirksarzt Hermann Hieronymus Beer. Einen wesentlichen Beitrag leistete der zweite Präsident des Vereins Franz Wirer, als er seine private Bibliothek testamentarisch der Gesellschaft der Ärzte in Wien vermachte. Die Aufzeichnungen der wissenschaftlichen Sitzungen der Gesellschaft wurden durchwegs dokumentiert und zunächst in der hauseigenen Zeitschrift der k.k. Gesellschaft der Ärzte publiziert, welche später, unter dem Vereinspräsidenten Heinrich Bamberger, von der Wiener klinischen Wochenschrift abgelöst wurde.
Unter der Präsidentschaft von Wirer wurden die Mitglieder des Vereins in vier Sektionen unterteilt: Pharmakologie, Pathologie, Hygiene und Therapie. Den Mitgliedern wurde freigestellt, welcher Sektion sie beitreten möchten. Die Sektionen beschäftigten sich hauptsächlich mit den ihnen zugeschriebenen Themen. Durch die Bildung der Sektionen stieg die Anzahl an abgehaltenen Sitzungen pro Jahr auf 40 bis 45. Nachdem die Sektionen später wieder aufgelassen worden waren, sank diese Frequenz allerdings wieder auf 25 bis 35 pro Jahr.

### Zweite Wiener Medizinische Schule

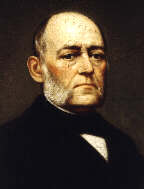
Carl Rokitansky

Als Carl Rokitansky 1850 zum Präsidenten der Gesellschaft der Ärzte gewählt wurde, wandte sich der Verein verstärkt naturwissenschaftlichen Themen zu, wodurch die Medizin eine neue Richtung einschlug und die Ära der Zweiten Wiener Medizinischen Schule einläutete. Diese Zeit des Umschwungs ist untrennbar verbunden mit Carl Rokitansky, Joseph Skoda und Ferdinand Hebra. Sie markiert den Aufbruch der Medizin vom naturphilosophischen Zeitalter in die durch naturwissenschaftliche Erkenntnisse geprägte Zeit, in der Zusammenhänge zwischen klinischen Manifestationen und pathologischem Substrat gesucht werden.
Während des Ersten Weltkriegs kam es durch die Schwierigkeiten des Krieges zu einem starken Rückgang der wissenschaftlichen Sitzungen, deren Inhalte sich hauptsächlich um die durch den Krieg verursachten Seuchen, Erkrankungen und Verletzungen drehten.
Unter dem nationalsozialistischen Regime kam es 1938 aufgrund der Durchsetzung eines Gesetzes, nach dem alle Vereine, Organisationen und Verbände nationalsozialistisch geführt werden mussten, zum Untergang des Vereins. Der kommissarische Leiter war zu dieser Zeit das NSDAP-Mitglied Adolf Irtl. Wenige Wochen später erfolgte die Gründung der „Wiener Medizinischen Gesellschaft“. Als Obmann wurde Otto Planner-Plan eingesetzt (nicht gewählt). Sie übernahm im Wesentlichen die Aufgaben der Gesellschaft der Ärzte, allerdings waren die Vorträge kriegsbedingt insgesamt selten.

### Nach dem Zweiten Weltkrieg
Das Ende des Zweiten Weltkriegs war gleichbedeutend mit dem Ende der Wiener Medizinischen Gesellschaft. Bereits kurz danach machte sich Leopold Arzt, Vorstand der ersten Universitäts-Hautklinik, auf Aufforderung durch Viktor Matejka daran, die Gesellschaft der Ärzte neu zu gründen. Bei diesen Bemühungen stellte sich heraus, dass das frühere Vermögen der Gesellschaft unauffindbar war und die Bibliothek zum Schutz vor Bombenangriffen in einer Scheune in Peigarten bei Waidhofen an der Thaya untergebracht worden war, wo sie durch Feuchtigkeit und Diebstahl gefährdet war. Auch das Billrothhaus hatte durch Kampfhandlungen Schäden davongetragen. Durch Spenden der Mitglieder konnten die finanziellen Mittel für die Reparatur der Schäden und die Sicherstellung der Bibliothek aufgebracht werden.
In der ersten Plenarsitzung wurde Wolfgang Denk zum Präsidenten der Gesellschaft gewählt, aber erst April 1946 wurde die Neugründung des Vereins von amtlicher Seite genehmigt. Der Springer-Verlag übernahm die Publikation der Wiener klinischen Wochenschrift, deren Erscheinen 1945 eingestellt worden war. Wolfgang Denk wurde im Jahr 1968 vom Gynäkologen Tassilo Antoine abgelöst, welcher diese Position bis 1977 bekleidete. 1977 bis 1982 übernahm Otto Novotny das Präsidentenamt.
Karl Hermann Spitzy, welcher durch seine Forschungen über das Penicillin internationale Bekanntheit erreichte, war von 1982 bis 1991 Präsident der Gesellschaft.
Spitzy wurde vom ehemaligen Rektor und Dekan der medizinischen Fakultät Wilhelm Holczabek abgelöst. Holczabek trieb gemeinsam mit Harald Kritz die Modernisierung der Gesellschaft der Ärzte voran und initiierte Projekte zur Zeitschriftendigitalisierung. Da Holczabek am 17. Juli 2001 im Amt verstarb, übernahm Sepp Leodolter im selben Jahr das Präsidentenamt. Leodolter öffnete das Billrothhaus und ließ etwa im Jahr 2004 das Archivzimmer räumen und zum Seminarraum umgestalten. Im Jahr 2007 wurde Karl Heinz Tragl zum Präsident gewählt und vom Franz Kainberger im Jahr 2011 abgelöst. Von 2015 bis 2019 war der Radiologie Walter Hruby Präsident der Gesellschaft der Ärzte in Wien. Der Nuklearmediziner Helmut Sinzinger wurde 2019 zum Präsidenten gewählt und hatte dieses Amt bis zu seinem Ableben im Frühjahr 2020 inne. Seit 28. Oktober 2020 ist die Dermatologin Beatrix Volc-Platzer Präsidentin der Gesellschaft der Ärzte in Wien. Sie ist zudem die erste Frau in diesem Amt.

## Wissenschaftliche und sozialmedizinische Tätigkeiten

### Wissenschaftliche Diskussionen
Die wichtigste Funktion der Gesellschaft war das Abhalten von Vorträgen und Diskussionsrunden, in denen die Gesundheitsprobleme und neueste wissenschaftliche Erkenntnisse besprochen wurden. Schwerpunkte lagen dabei in den Gründungsjahren bei den Infektionskrankheiten wie Tuberkulose, Typhus, Pest, Blattern, Erysipel und Lyssa, aber vor allem die Choleraepidemie stellte die Ärzteschaft der damaligen Zeit vor eine Herausforderung. Einige wichtige Entdeckungen und Erfindungen von Mitgliedern der Gesellschaft der Ärzte fanden ihren Weg in die Klinik oder sogar in die Staatsordnung. So stellte 1843 Karl Eduard Hammerschmidt ein Sphygmometer vor – ein neuartiges Gerät, mit dem man den Herzschlag und Arterienpuls analysieren könne (Vorläufer des heutigen Blutdruckmessgeräts). Die Sektion Pharmakologie bildete 1849 ein Komitee zur Erstellung einer Apothekenordnung für den österreichischen Kaiserstaat, um den Verkauf von Arzneimitteln durch Materialisten und Kräuterhändler zu verhindern.
Viele Vorträge beschäftigten sich mit Kindbettfieber, das aufgrund der hohen Sterblichkeit sehr gefürchtet war. Eine bedeutende Rolle spielte bei diesen Diskussionen Johann Klein, an dessen Klinik die Medizinstudenten nach der Leichenöffnung mit ungewaschenen Händen das Geburtshilfepraktikum absolviert haben. Klein hatte aus diesem Grund Auseinandersetzungen mit Ignaz Semmelweis, welcher dieses Verhalten für das Kindbettfieber verantwortlich machte. Ferdinand Hebra rief in der hauseigenen Zeitschrift der k.k. Gesellschaft der Ärzte in den Jahren 1845 und 1848 die Ärzte dazu auf, die Beobachtungen von Semmelweis ernst zu nehmen und zu überprüfen. Schließlich referierte Ignaz Semmelweis im Jahre 1850 selbst über seine Beobachtungen.
Um das Problem des steigenden Wasserbedarfs in Wien zu lösen, wurde auf Empfehlung der Gesellschaft der Ärzte das „Drei-Quellen-Projekt“ realisiert, das die Frischwasserzufuhr durch die Herleitung der Quellen von Stixenstein, Kaiserbrunn und der Alta sichern sollte, und 1873 von Kaiser Franz Joseph eröffnet wurde. Da die Versorgung der Bewohner Wiens mit sauberen Trinkwasser dadurch gesichert war, kam es zu einem drastischen Rückgang der Cholerafälle, welche vorher – bedingt durch unsauberes Wasser aus Hausbrunnen und dem Donaukanal – zu mehreren Epidemien in Wien geführt hatten.
Nach der Wiedergründung des Vereins nach dem Zweiten Weltkrieg waren die wissenschaftlichen Themen in den Diskussionsrunden geprägt von den Fortschritten in der Antibiotika- und Strahlentherapie, der Chirurgie und der Einführung des Cortisons als antirheumatische Therapie.
Ab dem Jahr 2000 gewann neben den üblichen medizinisch-wissenschaftlichen Themen, Diskussionen über das Medizinstudium in Österreich an Bedeutung, dessen Ausbildungssystem zunehmend in die Kritik geraten ist.

### Therapie
Nach einer Diskussion über Kurpfuscherei wurde der Ruf laut, die Bevölkerung mehr über therapeutische Maßnahmen aufzuklären. Auf die Gesellschaft der Ärzte lassen sich zwei herausragende therapeutische Fortschritte zurückführen: Zum einen wurde viel über den Einsatz von elektrischem Strom als therapeutisches Hilfsmittel diskutiert und experimentiert, zum anderen wurde im Allgemeinen Krankenhaus auf ihre Initiative hin ein Laboratorium für die chemische Analyse eingerichtet. Dieses Laboratorium führte zu einer Vielzahl an Erkenntnissen, beispielsweise über den Pathomechanismus des Diabetes. Florian Heller stellte ein Reagens zur Bestimmung des Zuckergehaltes im Harn vor, das Eingang in die Klinik fand. 1874 wurde das Labor zu einem, für die damalige Zeit hochmodernen chemischen Laboratorium ausgebaut und 1889 wurde es unter Ernst Freud zu einer innovativen Forschungsstätte, was weitere Erkenntnisse in den Bereichen der Blutgerinnung, der Schutzfunktion von Zellmembranen, des Selbstverdaus des Magens, der Wirkung von Insulin und anderen Prozessen ermöglichte.
In diese Zeit fallen zahlreiche Erkenntnisse vor allem in der Mikrobiologie und Chirurgie. Es gab erste Berichte über Endokrinologie und Diabetes Mellitus. Viele Fächer erfuhren einen Aufschwung wie die Orthopädie, die Anästhesie (durch die Entdeckung der lokalanästhetischen Wirkung des Kokains durch Carl Koller), die Biochemie, die Serologie und Bakteriologie. Die Erfindung des Kehlkopfspiegels durch Ludwig Türck, welcher später der erste ordentliche Professor für Laryngologie wurde, markiert die Geburtsstunde der Endoskopie. Dieses erste Endoskop wurde stetig weiterentwickelt, sodass 1879 in einer Sitzung der Gesellschaft der Ärzte ein Gerät zur Untersuchung der Harnröhre und -blase präsentiert werden konnte – das Nitze-Leiter-Zytoskop. Weitere Modifikationen führten schließlich zu ersten Versuchen zur Ösophago- und Gastroskopie durch Carl Stoerk und zur Perfektionierung durch Joseph Leiter und Johann Mikulicz-Radecky. Dies führte schließlich auch zur weltweit ersten gastroskopisch gesicherten Diagnose von Magenkrebs.
Ein weiteres Projekt der Gesellschaft war die Errichtung eines Spitals in Mariahilf (an der Stelle, an der heute das Erzherzogin-Sophien-Spital steht). Der Bau wurde genehmigt und begonnen, kam dann aber durch den Ersten Weltkrieg zum Stillstand.
Die Entdeckung des Tuberkuloseerregers durch Robert Koch führte bei der Therapie dieser Krankheit zu enormen Fortschritten. Die Gesellschaft der Ärzte bildete aus seinen Mitgliedern ein Komitee zur Prophylaxe und Bekämpfung der Tuberkulose und veröffentlichte schließlich einen Bericht, welcher vier wesentliche Punkte umfasste: die Aufklärung der Bevölkerung, die Bekämpfung der Disposition durch bessere hygienische Einrichtungen, die Verhütung von Infekten und Maßnahmen zur Erkennung und Heilung durch bakteriologische Untersuchungsmethoden, durch Unterstützung der Kranken und ihrer Familien und durch Vermittlung von erträglicher Arbeit. Auch aufgrund dieses Berichtes und einer weiteren Befragung der Gesellschaft der Ärzte im Jahr 1913 durch den Minister des Inneren, wurde das Kuppelwieserprojekt realisiert: eine Heilstätte für an Tuberkulose erkrankte Kinder.
Als sich zu Neujahr 1896 Wilhelm Conrad Röntgen mit einem Brief an Franz Exner wandte um ihm von seiner Entdeckung – den Röntgenstrahlen – zu erzählen, führte das zu intensiven Forschungen auf diesem Gebiet. Bereits wenige Tage später (noch bevor Röntgen selbst seine Entdeckung in Würzburg vorstellen konnte) wurde in einer Sitzung der Gesellschaft der Ärzte das erste Röntgenbild einer Schrotschussverletzung vorgestellt. Bereits im Februar 1896 wurde der weltweit erste Röntgenatlas durch Josef Maria Eder und Eduard Valenta auf den Markt gebracht. Auch das weltweit erste Angiogramm wurde in Wien durch Eduard Haschek angefertigt und die Idee, die Röntgenstrahlung als Strahlentherapie anzuwenden stammte von Leopold Freund, welcher damit äußerst erfolgreich einen Tierfellnävus behandelte.

### Forschung
Im Jahre 1901 erschien in der Wiener klinischen Wochenschrift ein Artikel von Karl Landsteiner mit dem Titel Über Agglutinationserscheinungen normalen menschlichen Blutes, in dem er über seine Forschungen berichtete und damit den Grundstein der Blutgruppenkunde legte, welche das Weltbild der Medizin grundlegend veränderte. Für die Entdeckung des A, B und 0 Blutgruppensystems (welche in der Arbeit lediglich in einer Fußnote erwähnt sind) erhielt Landsteiner 1939 den Nobelpreis.

## Sitz der Gesellschaft

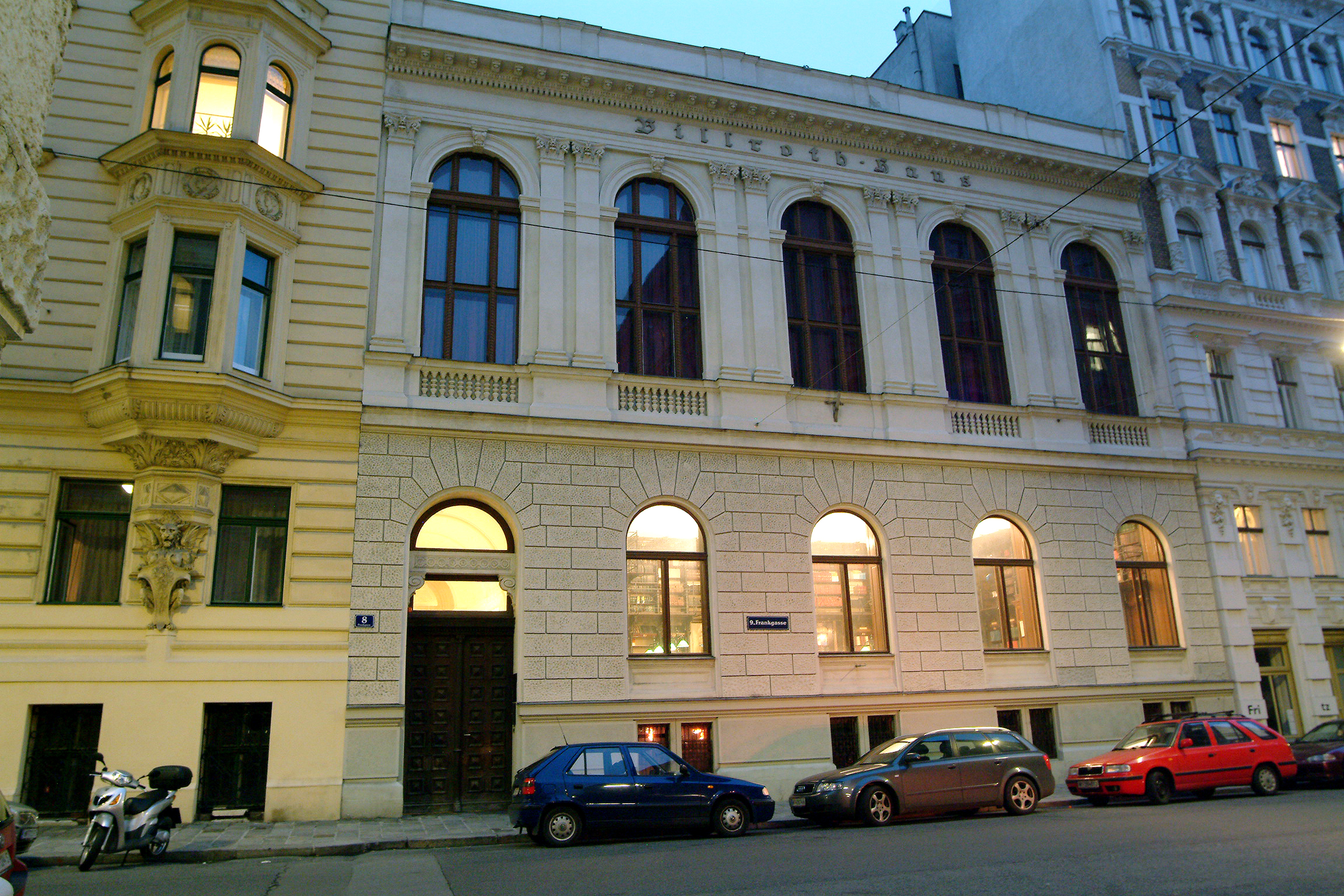
Billrothhaus von außen

Die Sitzungen fanden anfänglich im Konsistorialsaal der alten Universität statt, allerdings waren die Versammlungen von den anderen Terminen der Universität abhängig, die Errichtung einer Bibliothek war nicht möglich und die immer größer werdende Schar von Zuhörern führte zu Platznot. Aus diesem Grund erfolgte 1841 der erste Einzug des Vereins in das vierte Stockwerk des Domkapitels am Stephansplatz, wo auch eine Bibliothek und ein Lesezimmer eingerichtet wurden. Es folgten noch weitere Umzüge bis 1855, als das Ministerium eine unentgeltliche Wohnung in der Teinfaltstraße zur Verfügung stellte, wo der Vereinssitz dann fast 40 Jahre lang bestehen blieb. Am 23. Juli 1893 erfolgte schließlich der letzte Umzug in das neu errichtete Gesellschaftshaus in der Frankgasse 8, dem heutigen Billrothhaus, wo die Gesellschaft der Ärzte auch heute noch zu finden ist. Dieses Haus beherbergt auch die vereinseigene Bibliothek.

## Projekte

### Zeitschrift
Die erste Zeitschrift des Vereins – Verhandlungen der k. k. Gesellschaft der Ärzte – wurde 1842 durch den Verlag „Braumüller und Seidel“ in Druck gebracht und bereits 1845 durch die Zeitschrift der k. k. Gesellschaft der Ärzte in Wien abgelöst. Das Blatt erschien monatlich und enthielt die Artikel der wichtigsten Abhandlungen der wissenschaftlichen Sitzungen. 1855 kam noch eine wöchentliche Zeitschrift dazu: Im Wochenblatt der Zeitschrift der k. k. Gesellschaft der Ärzte erschienen die aktuellen Berichte und Protokolle der wissenschaftlichen und administrativen Sitzungen.
1870 wurden beide Zeitschriften ersetzt durch Medicinische Jahrbücher und durch den Anzeiger der k. k. Gesellschaft der Ärzte. Ab 1888 wurden beide Zeitschriften schließlich durch Wiener klinische Wochenschrift abgelöst, in der alle Publikationen der Mitglieder der Gesellschaft der Ärzte fortan gedruckt wurden. Heute ist die Wiener klinische Wochenschrift eine zweisprachige wissenschaftliche Zeitschrift, die sich vorwiegend mit der klinischen Medizin und mit medizinisch-gesellschaftlichen Bereichen, wie Ethik, Sozialmedizin, Geschichte der Medizin beschäftigt.

### Bibliothek
Die Errichtung einer Bibliothek galt als eines der wichtigsten Ziele der Gesellschaft der Ärzte. Seit deren Gründung ist der Bücherbestand durch Spenden und Tauschgeschäfte sowie Zuwendungen durch Mitglieder kontinuierlich gewachsen. Heute beherbergt das Billrothhaus eine der wertvollsten Fachbibliotheken der Welt.

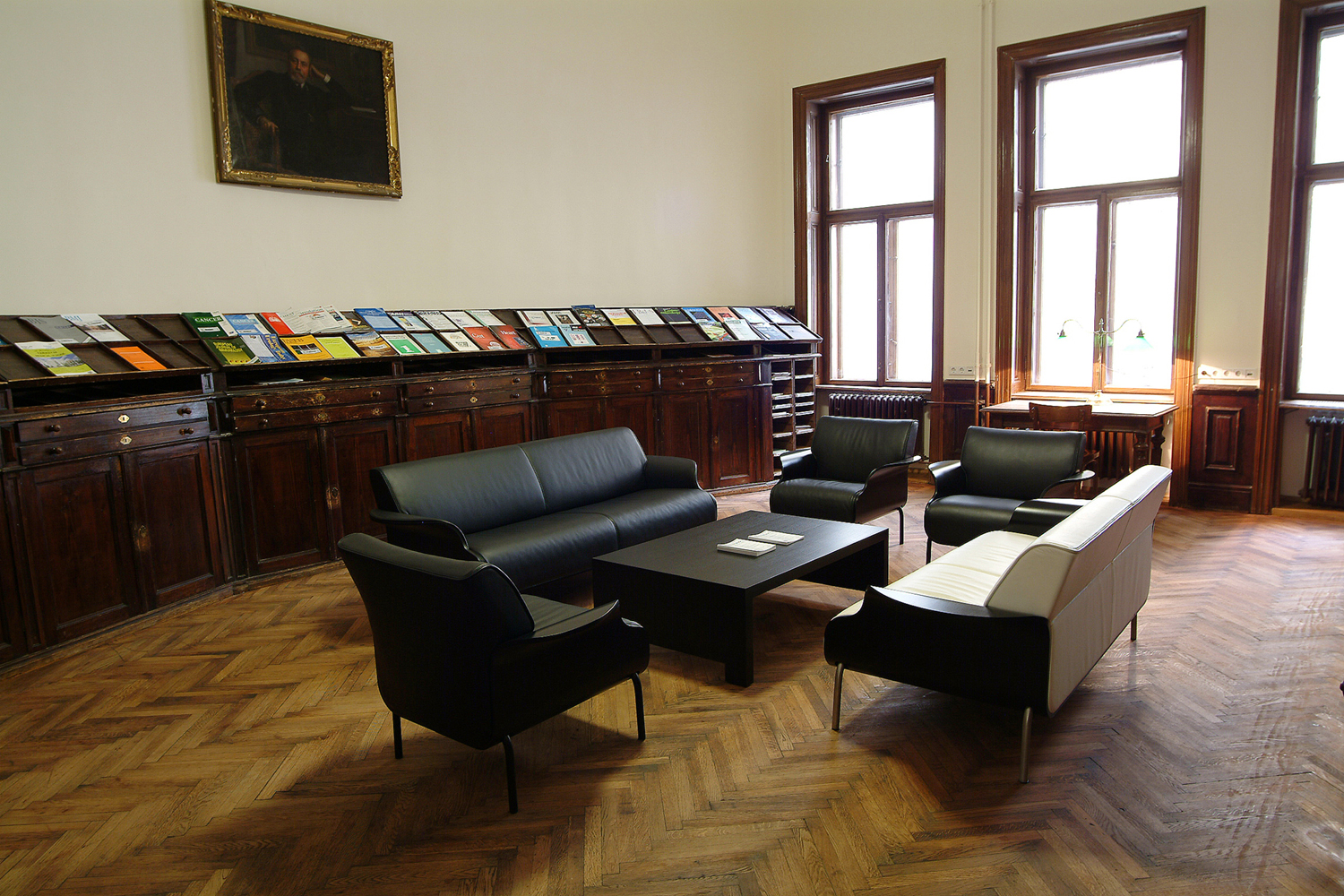
Das Lesezimmer für die große und kleine Bibliothek im Billrothhaus
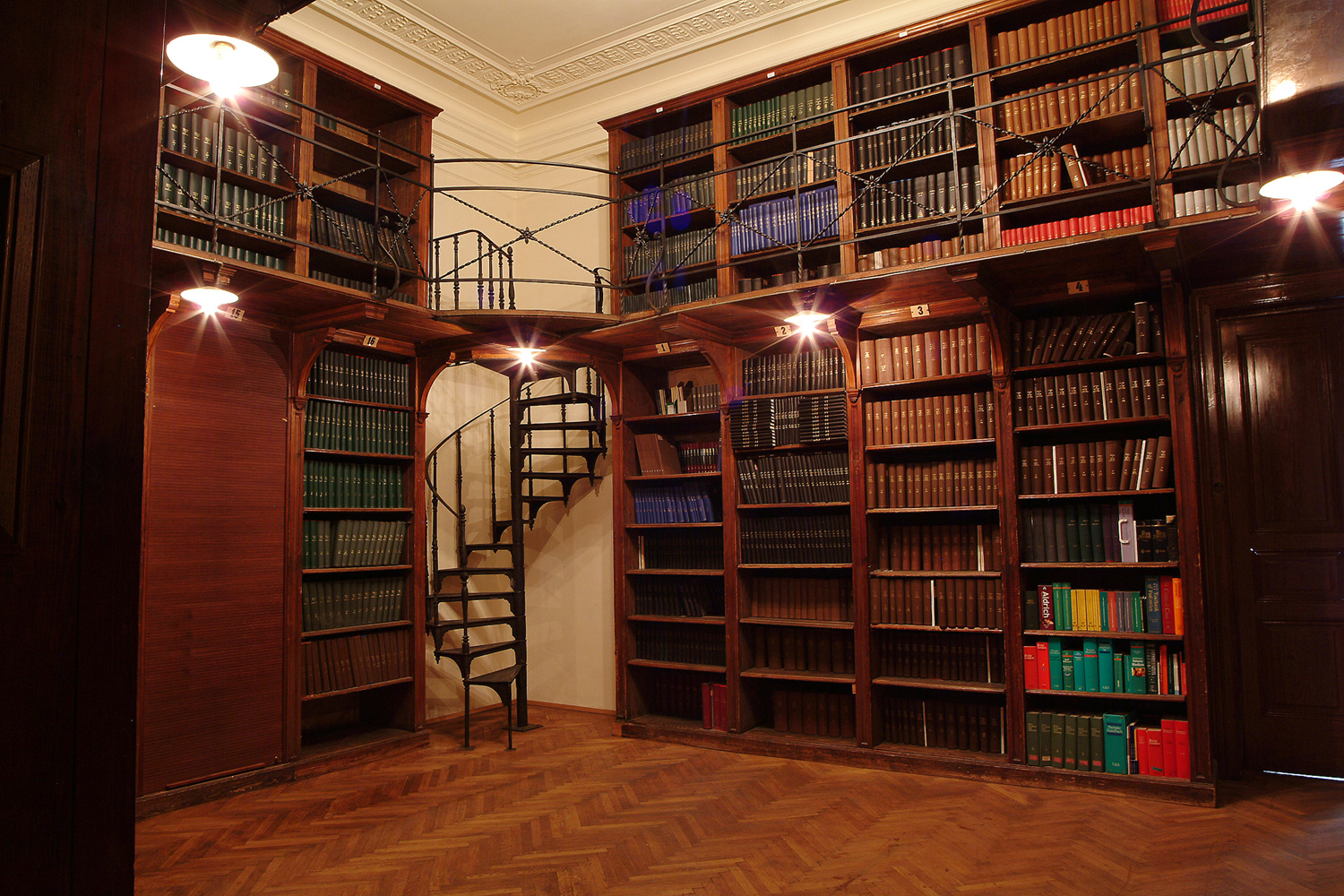
Die kleine Bibliothek im Billrothhaus
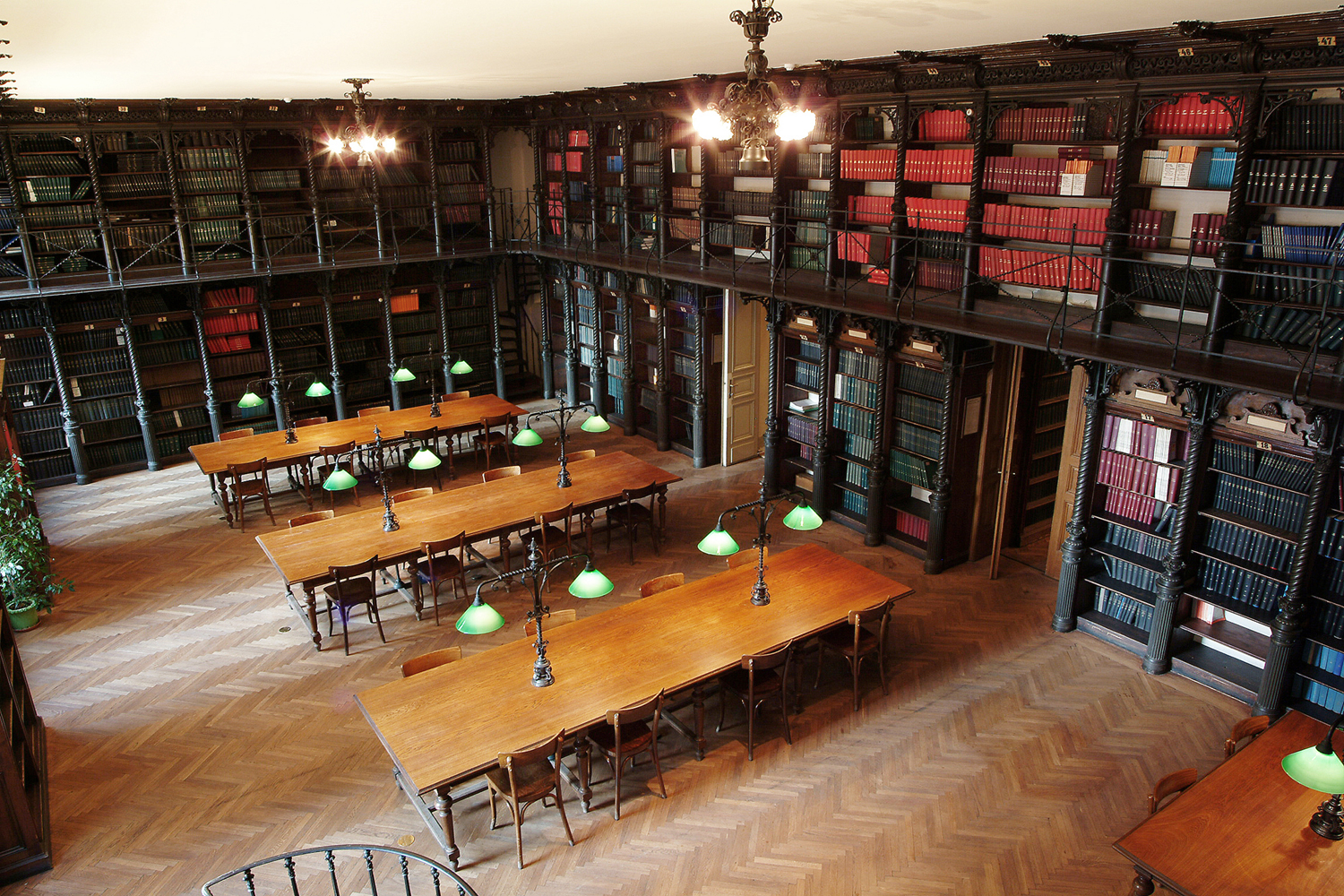
Die große Bibliothek im Billrothhaus

## Auszeichnungen
Die Gesellschaft der Ärzte in Wien vergibt Preise und Auszeichnungen, an Personen, die sich um die Medizin verdient gemacht haben.

### Karl-Hermann-Spitzy-Preis
Dieser Preis wurde alle zwei Jahre an die besten publikationsreifen, klinisch relevanten Arbeiten auf dem Gebiet der Infektionskrankheiten und der antimikrobiellen Therapie vergeben. Er wird seit 2002 nicht mehr verliehen.

### Wilhelm-Auerswald-Preis
In Würdigung des verdienstvollen Wirkens des Dekans der Medizinischen Fakultät der Universität Wien, Wilhelm Auerswald (1917–1981), Ordinarius für Physiologie, wird mit dem Wilhelm-Auerswald-Preis jährlich die beste an einer österreichischen Medizinischen Fakultät angenommene Dissertation ausgezeichnet. Die Sanofi-aventis GmbH sponsert den Preis seit 2017 mit je EUR 2.500,-

### Otto-Kraupp-Preis
Zum Gedenken an Otto Kraupp (1920–1998), Ordinarius für Pharmakologie und Toxikologie sowie langjähriger Dekan der Medizinischen Fakultät der Universität Wien, wird seit 1999 der Otto-Kraupp-Preis vergeben.
Mit dem Preis wird jährlich die beste an einer österreichischen Universität angenommene medizinische Habilitation ausgezeichnet. Das Preisgeld beträgt EUR 6.000,- und wird von Siemens Healthineers zur Verfügung gestellt.

### Rudolf-Höfer-Preis
Dieser Preis ist nach Rudolf Höfer (1923–2023), Begründer und Pionier der Nuklearmedizin in Österreich sowie Ordinarius für Nuklearmedizin, benannt. Der Preis wird seit 2015 vergeben, von DSD-Pharma GmbH unterstützt und zeichnet einmal jährlich in Zusammenarbeit mit allen Medizinischen Universitäten Österreichs die beste Publikation im Zusammenhang mit der „Anwendung radioaktiver Isotope in Klinik und Forschung in Österreich“ aus. Die Kandidaten werden von einer unabhängigen Jury ausgewählt.

### Theodor-Billroth-Medaille
Vom Verein wird seit 1946 auch die Theodor-Billroth-Medaille für besondere Verdienste in der Medizin und Wissenschaft oder in der Gesellschaft der Ärzte vergeben. Bisherige Träger sind:
- 1952 Wolfgang Denk (1882–1970)[26]
- 1953 Hans Finsterer (1877–1955)
- 1959 Leopold Schönbauer (1888–1963)
- 1963 Lorenz Böhler (1885–1973)
- 1963 Wilhelm Löffler (1887–1972)
- 1967 Tassilo Antoine (1895–1980)[27]
- 1967 Hubert Kunz[28]
- 1978 Josef Böck[29]
- 1980 Viktor Frankl (1905–1997)
- 1983 Erna Lesky (1911–1986)
- 1984 Karl Fellinger (1904–2000)
- 1985 Otto Novotny (1911–1997)
- 1987 Wilhelm Holczabek (1918–2001)
- 1990 Helmut Wyklicky (1921–2007)
- 1992 Karl Hermann Spitzy (1915–2013)
- 2001 Oleh Hornykiewicz (1926–2020)
- 2007 Karl Heinz Tragl (1936–2023)
- 2013 Sepp Leodolter (* 1943)
- 2016 Helmut Sinzinger (1948–2020)[30]

## Nobelpreisträger unter den Mitgliedern
- Robert Bárány (1876–1936) erhielt 1914 den Nobelpreis für seine Arbeiten und Erkenntnisse zum Gleichgewichtsorgan
- Fritz Pregl (1869–1930) erhielt 1923 den Nobelpreis für seine Methode der Mikroanalyse
- Julius Wagner-Jauregg (1857–1940) erhielt 1927 den Nobelpreis für die Entdeckung der Bedeutung der Malariaimpfung
- Karl Landsteiner (1868–1943) erhielt 1939 den Nobelpreis für seine Entdeckung der A, B und 0 Blutgruppenmerkmale und des Rhesusfaktors
- Otto Loewi (1873–1961) erhielt 1936 zusammen mit Henry Dale den Nobelpreis für die Entdeckung der chemischen Weiterleitung von Nervenimpulsen durch den „Vagusstoff“ (Acetylcholin)
- Adolf Butenandt (1903–1995) erhielt 1939 zusammen mit Leopold Ruzicka den Nobelpreis für seine Arbeiten auf dem Gebiet der Steroidhormone
- Carl Ferdinand Cori (1896–1984) erhielt 1947 zusammen mit seiner Frau Gerty Theresa Cori (1896–1957) den Nobelpreis für die Entdeckung des katalytischen Glykogenstoffwechsels
- Max Ferdinand Perutz (1914–2002) erhielt 1962 zusammen mit John Cowdery Kendrew den Nobelpreis für seine Arbeiten zur Bestimmung des Blutfarbstoffes
- Manfred Eigen (1927–2019) erhielt 1967 zusammen mit Ronald Norrish und George Porter den Nobelpreis für die Untersuchung äußerst schneller chemischer Reaktionen, verursacht durch Störungen des Gleichgewichts durch kurze Eigenimpulse
- Karl von Frisch (1886–1982) erhielt 1973 zusammen mit Konrad Lorenz und Nikolaas Tinbergen den Nobelpreis für die Entdeckungen zur Organisation und Auslösung von individuellen und sozialen Verhaltensmustern
- Konrad Lorenz (1903–1989) erhielt 1973 zusammen mit Nikolaas Tinbergen und Karl von Frisch den Nobelpreis für seine erbbiologischen Studien